# België op de Olympische Winterspelen 1952
Tijdens de Olympische Winterspelen van 1952 die in Oslo werden gehouden nam België voor de zesde keer deel. 
België werd op deze editie vertegenwoordigd door negen mannen in het alpineskiën, bobsleeën, en schaatsen. 
De Belgische equipe behaalde deze editie geen medaille op de Winterspelen. België kwam derhalve niet voor in het medailleklassement.
De alpineskiër Michel Feron, de bobsleeër Marcel Leclef en de schaatser Pierre Huylebroeck namen na hun deelname in 1948 voor de tweede keer aan de Winterspelen deel.

## Deelnemers en resultaten

### Alpineskiën
| Olympiër (deelname) | Discipline   | Klassering | Resultaat |
| ------------------- | ------------ | ---------- | --------- |
| Denis Feron (1)     | Afdaling     | 63e        | 3.36,5    |
| Denis Feron (1)     | Reuzenslalom | 73e        | 3.19,2    |
| Denis Feron (1)     | Slalom       | 65e        | 1.21,1    |
| Michel Feron (2)    | Afdaling     | 61e        | 3.31,5    |
| Michel Feron (2)    | Reuzenslalom | 69e        | 3.14,0    |
| Michel Feron (2)    | Slalom       | 73e        | 1.27,0    |

### Bobsleeën
| Olympiër (deelname)                      | Discipline           | Klassering | Resultaat                                                                   |
| ---------------------------------------- | -------------------- | ---------- | --------------------------------------------------------------------------- |
| Marcel Leclef (2) Albert Casteleyns (1)  | 2-mansbob, België I  | 6e         | run 1: 1.22,09 run 2: 1.23,69 run 3: 1.22,94 run 4: 1.23,79 totaal: 5.32,51 |
| Charles de Sorgher (1) André de Wulf (1) | 2-mansbob, België II | 18e        | run 1: 1.29,49 run 2: 1.29,00 run 3: 1.29,29 run 4: 1.30,50 totaal: 5.58,28 |

### Schaatsen
| Olympiër (deelname)    | Discipline | Klassering | Resultaat         |
| ---------------------- | ---------- | ---------- | ----------------- |
| Pierre Huylebroeck (2) | 5000 m     | 35e        | 9.34,4 (+ 1.23,8) |
| Robert Laboubée (1)    | 500 m      | 34e        | 47,2 (+ 4,0)      |
| Robert Laboubée (1)    | 1500 m     | 37e        | 2.36,4 (+ 16,0)   |
| Jean Massez (1)        | 500 m      | 39e        | 49,2 (+ 6,0)      |
| Jean Massez (1)        | 1500 m     | 39e        | 2.43,8 (+ 23,4)   |

Argentinië · Australië · België · Bulgarije · Canada · Chili · Denemarken · Duitsland · Finland · Frankrijk · Griekenland · Groot-Brittannië · Hongarije · IJsland · Italië · Japan · Joegoslavië · Libanon · Nederland · Nieuw-Zeeland · Noorwegen · Oostenrijk · Polen · Portugal · Roemenië · Spanje · Tsjecho-Slowakije · Verenigde Staten · Zweden · Zwitserland